# 한국DMB
한국DMB 주식회사는 수도권과 강원 영서 일부, 충남 북부지역을 가시청권으로 방송했던 대한민국의 지상파DMB 방송사였다.
지금까지 폐국한 유원미디어와 달리 수도권 외 지역에서도 송출했으나, 2010년 8월에 지역 방송이 중단됐다.

## 연혁

### 2000년대

#### 2003년
- 2003년 9월: KIBA 지상파DMB 컨소시엄 참여의향서 접수, KIBA회원사 대상 지상파DMB 사업설명회 개최
- 2003년 10월: KIBA 지상파DMB 사업 추진단 발족식

#### 2004년
- 2004년 5월: 한국DMB(주) 법인설립
- 2004년 6월: 1차 유상증자
- 2004년 9월: 컨텐츠 제휴협정체결 → (주)더스포츠앤드컬쳐 / (주)레때컴 / 미디어웍스 / (주)엠에이치제트 / (주)예당엔터테인먼트 / (주)이데일리 / (주)전자신문인터넷 / (주)채널이쩜영 / (주)텔미정보통신 / (주)팍스엔터테이나
- 2004년 12월: CBS와 지상파DMB 공동사업추진 협정체결, 주요주주 Partner와 추가협정체결 (온세통신, 다날, 오마이뉴스, 인프라밸리, 터보테크, SAT, 티켓링크)

#### 2005년
- 2005년 2월: 지상파DMB 허가추천신청서류 접수
- 2005년 3월: 지상파DMB 허가추천대상 선정
- 2005년 7월: 수도권지역 지상파DMB 방송 허가
- 2005년 11월: 한국DMB(주) 방송센터 이전 (구로디지털단지)
- 2005년 12월: 지상파 DMB 시험방송 개시

#### 2006년
- 2006년 2월: 무선국 준공검사완료 및 필증 교부
- 2006년 3월: 지상파DMB 본방송 개시
- 2006년 6월: 지하철 중계망 구축 완료 및 방송전파 발사, 수도권 음영지역 해소를 위한 간이중계소 1차 구축 (3개소)
- 2006년 7월: 2006독일월드컵 특별편성 · 전경기 생방송
- 2006년 11월: MIPCOM 2006 DMB부문 최우수상 수상 - 「러브러브 Ting」, 한국방송비평회 2006 좋은 프로그램 수상 - 「심심탈출! 명랑고교」, 시청자위원회 발족·운영
- 2006년 12월: 지상파DMB 개국 1주년 6개방송사 공동 생방송, 수도권 외 지역 지상파DMB 사업자선정 (문화방송 계열의 방송국 채널 임대), 수도권 음영지역 해소를 위한 간이 중계소 2차 구축

#### 2007년
- 2007년 1월: 독립형데이터방송(BWS) 제공
- 2007년 3월: 방송채널사용사업 등록을 위한 유상증자 (5억원), 2007년 방송콘텐츠제작 지원대상업체 선정
- 2007년 4월: MIPCOM 2007 "Cross Media" 부문 우수상 · 정보통신부 DMB부문 디지털콘텐츠 대상 수상 - 「영화쿠폰 캡처를 잡아라」
- 2007년 6월: 전국방송을 위한 텔레비전 방송채널사용사업자등록 (가족·문화)
- 2007년 10월:  전국방송 개시
- 2007년 12월: '부천로보파크 로보원 그랑프리 2007' 대회 주관 및 중계, 채널구성과 운용변경에 따른 사업계획 변경승인 (CBS라디오임대채널 → CBS데이터임대채널)

#### 2008년
- 2008년 1월: 설교통특집 Wibro 생방송 진행
- 2008년 4월: 한국예술종합학교와 산학협력체결
- 2008년 6월: 지상파DMB방송 쿠폰을 통한 양방향 연동 서비스 관련 특허 취득
- 2008년 7월: SK텔레콤(주)-(주)싸이퍼캐스팅 컨소시엄과의 양방향 데이터 사업협력 계약 체결
- 2008년 8월: 지상파DMB 시청률 조사 개시
- 2008년 9월: 2008년 방송콘텐츠 제작 지원작 3편 선정, 인천 계양산중계소 구축
- 2008년 11월: 지상파DMB 방송사업 재허가 (방송통신위원회)
- 2008년 12월: 방송통신위원회 공로상 수상 (지상파 DMB 활성화 기여 부문, 시청자 권익증진 부문)

#### 2009년
- 2009년 4월: 채널명 UBS로 변경하며 경제 중심 종합 편성 채널로 슬로건 변경, 한국경제TV, 이데일리TV, 부동산TV와 제휴
- 2009년 8월: 채널명 QBS로 변경
- 2009년 10월: 채널 구성 변경 <QBS TV, MBC NET(임대), tbsTV(임대), QBS DATA(dmb2.0)>

### 2010년대

#### 2010년
- 2010년 3월: 프로야구 방송개시
- 2010년 5월: MBC NET 임대 송출 종료, tvN go 임대 송출 시작
- 2010년 7월: 2010 메이저리그(MLB) 방송 개시
- 2010년 8월: QBS 플러스 수도권 외 지역 임대 송출 종료, QBS 트위터 오픈
- 2010년 10월: 2010-2011 유럽 축구 편성
- 2010년 11월: 2010 광저우 아시안 게임 편성

#### 2011년
- 2011년 3월: 2011 프로야구 편성
- 2011년 5월: 스마트DMB 애플리케이션 출시
- 2011년 6월: QBS Mobile Web 오픈
- 2011년 8월: 2011-2012 유럽축구 편성
- 2011년 11월: 2011-2012 프로농구 편성

#### 2012년
- 2012년 1월: 지상파 DMB 종합 편성 채널로 슬로건 변경, 뉴스Y와 제휴
- 2012년 3월 : 2012 프로야구 편성
- 2012년 7월 : 2012 홈런 페스티벌 주최
- 2012년 8월 : 2012-2013 유럽축구 편성
- 2012년 11월 : 2012-2013 프로농구 편성

#### 2013년
- 2013년 3월: 2013 프로야구 편성
- 2013년 5월: tvN go 방송 종료, CJ O SHOPPING DMB TV 방송 송출 시작

#### 2014년
- 2014년 1월 : #Love tbs 방송 종료, GS SHOP 수도권방송 런칭, QBS JTBC 콘텐츠 제휴체결 신규편성 QBS JTBC DMB TV 시작
- 2014년 9월 : GS SHOP 방송 지역권방송 런칭 (지역MBC6개사 제휴)
- 2014년 11월 : 지상파DMB 방송사업 재허가 획득 (3년)
- 2014년 12월 : 2014년도 방송평가 DMB부문 3년 연속 1위

#### 2015년
- 2015년 7월 : CJ 오쇼핑 지역권방송 런칭 (지역MBC6개사 제휴)
- 2015년 10월 : RAPA 제작지원작 "골든타임 히어로" 편성
- 2015년 10월 : KCA 양방향 제작지원작 "60초모바일뉴스" 편성
- 2015년 11월 : KCA 제작지원작 "안전 대한민국, ICT에 길을묻다" 편성
- 2015년 12월 : 2015년도 방송평가 DMB부문 4년연속 1위

#### 2016년
- 2016년 4월 : 2016 KBO 프로야구 편성
- 2016년 8월 : 지상파DMB CAS구축사업 및 라이선스 계약체결 지상파DMB 고화질 방송 서비스개시 (HD DMB)
- 2016년 11월 : RAPA 제작지원작 "청춘보고서" 편성
- 2016년 12월 : 2016년도 방송평가 DMB부문 5년연속 1위

#### 2017년
- 2017년 1월 : 스마트DMB, 재난안전 유공 국민안전처 장관 표창
- 2017년 9월 : 최다액출자자 변경 승인(옴니텔→옴니네트웍스)
- 2017년 10월 : RAPA 제작지원작 "2018 평창동계올림픽 세계로 하나로" 편성
- 2017년 11월 : 2017년도 방송평가 DMB부문 6년연속 1위
- 2017년 12월 : 지상파DMB 방송사업 재허가 획득(3년)

#### 2018년
- 2018년 1월 : 2018 호주오픈 테니스 대회 생중계
- 2018년 3월 : 행정안전부 안전한TV 컨텐츠 제휴 재난안전캠페인 존 편성
- 2018년 7월 : 신규프로그램 QBS 뮤직Q 런칭
- 2018년 11월 : GS SHOP 방송 송출 종료
- 2018년 11월 : 고화질방송(HD DMB) 2개 채널 송출

#### 2019년
- 2019년 1월 : 신인 아이돌 응원 프로젝트 1탄 〈This is 드림노트〉 편
- 2019년 8월 : KCA 방영권지원사업 협약 (69편)
- 2019년 12월 : 서울 사랑의 열매 〈희망2020 나눔캠페인〉 진행

### 2020년대

#### 2020년
- 2020년 1월 : QBS JTBC 방송 종료, QBS-연합뉴스TV 콘텐츠 제휴체결 신규편성 QBS Yonhap TV 방송 송출 시작
- 2020년 2월 : 신인 아이돌 응원 프로젝트 2탄 〈동키즈 온에어〉 편

#### 2021년
- 2021년 5월 10일 : CJ O SHOPPING DMB TV에서 CJ ONSTYLE DMB TV 변경

#### 2023년
- 2023년 12월 28일: 자정까지만 시청이 가능
- 2023년 12월 29일: 방송 송출 종료

## 같이 보기
- 디지털 멀티미디어 방송